# 1232 dans les croisades
Cette page regroupe les évènements concernant les Croisades qui sont survenus en 1232 :
- 28 janvier : mort de Pierre de Montaigu, grand maître de l'Ordre du Temple[1].
- 3 mai : Jean d'Ibelin et les barons du royaume de Chypre sont battus par Richard Filangieri à Casal-Imbert[2].
- 15 juin : Jean d'Ibelin et les barons du royaume de Chypre battent Filangieri et les fidèles de l'empereur Frédéric II près d'Agridi[2].